# 長谷川きよし
長谷川 きよし（はせがわ きよし、1949年7月13日 - ）は、日本のシンガーソングライター、ギタリスト。本名は長谷川 清志。東京都出身。

## 経歴
東京教育大学附属盲学校（現在の筑波大学附属視覚特別支援学校）卒業。
緑内障のため2歳半で失明し、全盲となる。高校三年生のときシャンソン・コンクールに4位入賞。1969年、「別れのサンバ」でデビュー。発売直後はあまり反響のなかった曲ではあったが、深夜放送で流れるようになると、フォーク世代の若者から支持され、大ヒットとなった。デビュー当時からサンバやボサノヴァといったブラジル音楽を取り入れた作風を得意としている事も特徴である
超絶的なギター演奏と、濃密かつ透明度の高い声によるバラードで人気を博す。盲目である事やギタリストである事などの共通点から日本のホセ・フェリシアーノと評された。
1983年、参議院議員選挙に無党派市民連合公認で比例区から立候補するも落選。
最初の妻は津島玲の名で作詞を手がけていた。
群馬県多野郡新町（現在の高崎市）に在住していたことがあった。その後、京都に移住した。

## 音楽

### シングル
| #  | 発売日          | レーベル                      | 品番                   | A面 B面  | タイトル             | 作詞              | 作曲              | 編曲         |
| -- | --------------- | ----------------------------- | ---------------------- | -------- | -------------------- | ----------------- | ----------------- | ------------ |
| 1  | 1969年 7月25日  | フィリップス                  | FS-1087                | A 面     | 別れのサンバ         | 長谷川きよし      | 長谷川きよし      | 村井邦彦     |
| 1  | 1969年 7月25日  | フィリップス                  | FS-1087                | B 面     | 歩きつづけて         | 長谷川きよし      | 長谷川きよし      | 川口真       |
| 2  | 1970年 3月25日  | フィリップス                  | FS-1110                | A 面     | 透明なひとときを     | 長谷川きよし      | 長谷川きよし      | 村井邦彦     |
| 2  | 1970年 3月25日  | フィリップス                  | FS-1110                | B 面     | 夕陽の中で           | 津島玲            | 長谷川きよし      | 村井邦彦     |
| 3  | 1970年 5月25日  | フィリップス                  | FS-11**                | A 面     | 別離                 | 漣健児            | N.Ferrer G.Verlor | 利根常昭     |
| 3  | 1970年 5月25日  | フィリップス                  | FS-11**                | B 面     | ジャニー・ギター     | P.Lee             | V.Young           | 長谷川きよし |
| 4  | 1970年 11月25日 | フィリップス                  | FS-1164                | A 面     | 帰っておいで         | 長谷川きよし      | G.Becaud          | 川口真       |
| 4  | 1970年 11月25日 | フィリップス                  | FS-1164                | B 面     | もうあきてしまった   | 津島玲            | 長谷川きよし      | ヒロ柳田     |
| 5  | 1971年 7月25日  | フィリップス                  | FS-1208                | A 面     | 卒業                 | 能吉利人          | 長谷川きよし      | 山木幸三郎   |
| 5  | 1971年 7月25日  | フィリップス                  | FS-1208                | B 面     | 夜が更けても         | 津島玲            | 長谷川きよし      | 山木幸三郎   |
| 6  | 1974年 3月21日  | ポリドール                    | DR-1844                | -        | 灰色の瞳             | 加藤登紀子        | U.Ramos           | 山木幸三郎   |
| 7  | 1975年 6月25日  | フィリップス                  | FS-1838                | A 面     | さよなら             | 永六輔            | 長谷川きよし      | 乾裕樹       |
| 7  | 1975年 6月25日  | フィリップス                  | FS-1838                | B 面     | 白い小部屋           | 津島玲            | 長谷川きよし      | 乾裕樹       |
| 8  | 1975年 10月25日 | 日本フォノグラム ヴァーティゴ | FX-1                   | A 面     | 黒の舟唄             | 能吉利人          | 桜井順            | 玉木宏樹     |
| 8  | 1975年 10月25日 | 日本フォノグラム ヴァーティゴ | FX-1                   | B 面     | 心中日本             | 能吉利人          | 長谷川きよし      | 山木幸三郎   |
| 9  | 1976年 9月21日  | ポリドール                    | DR-6030                | A 面     | 今 あなたは          | 津島玲            | 長谷川きよし      | 乾裕樹       |
| 9  | 1976年 9月21日  | ポリドール                    | DR-6030                | B 面     | 愛は夜空へ           | 荒井由実          | 長谷川きよし      | 乾裕樹       |
| 10 | 1977年 11月5日  | ポリドール                    | DR-6123                | A 面     | 夕凪のマルシヤ       | 津島玲            | 平野融            | 乾裕樹       |
| 10 | 1977年 11月5日  | ポリドール                    | DR-6123                | B 面     | もう一つのドア       | 寺井れい子 津島玲 | 長谷川きよし      | 乾裕樹       |
| 11 | 1978年 6月1日   | ポリドール                    | DR-6211                | A 面     | 夜の静けさの中で     | 加藤登紀子        | 加藤登紀子        | 玉木宏樹     |
| 11 | 1978年 6月1日   | ポリドール                    | DR-6211                | B 面     | 港町                 | 津島玲            | 長谷川きよし      | 玉木宏樹     |
| 12 | 1978年 10月21日 | キングレコード                | GK-8062                | A 面     | 後姿                 | 長谷川きよし      | B.D.Paula         | 船山基紀     |
| 12 | 1978年 10月21日 | キングレコード                | GK-8062                | B 面     | 私のWeekend          | 津島玲            | 長谷川きよし      | 船山基紀     |
| 13 | 1979年 1月21日  |                               |                        | A 面     | 音をたてて愛が       | 津島玲            | 長谷川きよし      | 乾裕樹       |
| 13 | 1979年 1月21日  | B 面                          | 人の心は移ろいゆくもの | 中山千夏 | 村岡健               |                   | 長谷川きよし      |              |
| 14 | 1983年 8月21日  | 東芝EMI EASTWORLD             | WTP-17531              | A 面     | 美しい日々           | 荒井由実          | 長谷川きよし      | 本多俊之     |
| 14 | 1983年 8月21日  | 東芝EMI EASTWORLD             | WTP-17531              | B 面     | 波止場               | 浅川マキ          | 吉野金次          | 本多俊之     |
| 15 | 1985年 6月1日   | 東芝EMI EASTWORLD             | WTP-17843              | A 面     | TOKYOワルツ          | なかにし礼        | 宇崎竜童          | 丸山恵市     |
| 15 | 1985年 6月1日   | 東芝EMI EASTWORLD             | WTP-17843              | B 面     | 真夜中のエレベーター | 有川正沙子        | 長谷川きよし      | 石川鷹彦     |

### アルバム
- 一人ぼっちの詩（1969年8月25日、フィリップス、FS-8050）
- 透明なひとときを（1970年6月25日）
- 長谷川きよしイン・コンサート（1970年12月25日）ライブ・アルバム
- 卒業（1971年8月25日）
- いにしえ坂（1972年5月25日）
- 長谷川きよしオン・ステージ（1973年3月25日、FX-8069）ライブ・アルバム
- あるばむ7（1974年4月25日、FX-8617）
- 街角（1975年7月25日）
- After Glow（1976年11月1日）
- Sunday Samba Session（1977年4月21日、キングレコード、SKS-1034）ライブ・アルバム
- LIVE（1978年6月1日）ライブアルバム
- Another Door（1978年11月2日）
- 遠く離れたおまえに（1979年6月21日）
- 風織るまちを過ぎて（1980年12月1日）
- ネオン輝く日々（1983年10月1日）
- This Time（1985年7月20日、イースト・ワールド・東芝EMI、WTP-90341）
- Acontece（1993年5月26日、マーキュリー・ミュージックエンタテインメント）
- Complete Singles（1999年12月16日）ベスト・アルバム
- ふるいみらい（2002年9月3日、ACONTECE、AC-7770）- 自主制作盤
- My Favorite Songs（2002年10月23日）
- 愛の賛歌～シャンソン&カンツォーネ～（2005年3月24日）
- 40年。まだこれがベストではない。長谷川きよし ライヴ・レコーディング。（2008年10月1日）
- 人生という名の旅’2012年10月14日、EMI Records Japan）
- 恋愛専科（2016年1月27日）
- 中山千夏・長谷川きよし ジョイント・ライブ・コンサート 7月13日に生まれて（2016年7月13日）ライブ・アルバム

### NHKみんなのうた
△は『特集みんなのうた』での再放送。
| 放送期間                                       | 曲目     | 再放送 | 備考   |
| ---------------------------------------------- | -------- | --- | ------ |
| 1974年（昭和49年）12月 - 1975年（昭和50年）1月 | 鳩笛     | 1975年（昭和50年）10月 - 11月 1975年（昭和50年）12月24日△ 2012年（平成24年）3月17日 2012年（平成24年）3月25日 | [ 7 ]  |
| 1976年（昭和51年）8月 - 9月                    | 遠い風紋 | 1978年（昭和53年）8月 - 9月 1982年（昭和57年）11月3日△                                                        | [ 9 ]  |
| 1977年（昭和52年）4月 - 5月                    | 南風     | （なし） | [ 10 ] |

『遠い風紋』『南風』は2016年販売の「NHKみんなのうた 55 アニバーサリー・ベスト 〜チョコと私〜」で初CD化された。

## 参加作品
- むしまるQゴールド - 番組オリジナルソング「かなしきサラブレッド」歌唱（2000年2月17日）
- 椎名林檎 - DVD「第一回林檎班大会の模様」(2007年2月21日)

## 関連人物
- 荒木一郎
- 乾裕樹
- 松任谷由実
- モト冬樹 - アマチュアの頃、憧れていたギタリストが長谷川きよし。
- 吉田建 - 長谷川の誘いでプロ・ミュージシャンへの道に進んだ[11]
- 椎名林檎・東京事変 - 度々共演。
- カリオカ - 旧・長谷川きよしバンドのメンバーらによって結成されたフュージョンバンド